# Liste der Biografien/Galp
Liste der Biografien |
Portal Biografien |
Personensuche
# |
A |
B |
C |
D |
E |
F |
G |
H |
I |
J |
K |
L |
M |
N |
O |
P |
Q |
R |
S |
T |
U |
V |
W |
X |
Y |
Z |
?
 
Ga |
Gb |
Gc |
Gd |
Ge |
Gf |
Gh |
Gi |
Gj |
Gk |
Gl |
Gm |
Gn |
Go |
Gp |
Gq |
Gr |
Gs |
Gu |
Gv |
Gw |
Gy |
Gz
 
Gaa |
Gab |
Gac |
Gad |
Gae |
Gaf |
Gag |
Gah |
Gai |
Gaj |
Gak |
Gal |
Gam |
Gan |
Gao |
Gap |
Gaq |
Gar |
Gas |
Gat |
Gau |
Gav |
Gaw |
Gax |
Gay |
Gaz
 
Gala |
Galb |
Galc |
Gald |
Gale |
Galf |
Galg |
Galh |
Gali |
Galj |
Galk |
Gall |
Galm |
Galo |
Galp |
Galr |
Gals |
Galt |
Galu |
Galv |
Galw |
Galy |
Galz
Die Liste der Biografien führt alle Personen auf, die in der deutschsprachigen Wikipedia einen Artikel haben. Dieses ist eine Teilliste mit 16 Einträgen von Personen, deren Namen mit den Buchstaben „Galp“ beginnt.

## Galp

### Galpa
- Gálpál, Zsombor (* 2003), ungarischer Leichtathlet
- Galparsoro, Dionisio (* 1978), spanischer Radrennfahrer

### Galpe
- Galper, Avrahm (1921–2004), kanadischer Klarinettist und Musikpädagoge
- Galper, Hal (1938–2025), US-amerikanischer Jazzmusiker (Piano, Komposition)
- Galperin, Gleb Sergejewitsch (* 1985), russischer Wasserspringer
- Galperin, Hans (1900–1994), deutscher Richter
- Galperin, Juli Jewgenjewitsch (1945–2019), russischer Pianist und Komponist
- Galperin, Juri (* 1947), russischer Schriftsteller
- Galperín, Marcos (* 1971), argentinischer Unternehmer
- Galperin, Pjotr Jakowlewitsch (1902–1988), sowjetischer Psychologe und Pädagoge
- Galperin, Wladimir Grigorjewitsch (1913–1993), russischer Physiker
- Galperine, Evgueni (* 1974), französisch-russischer Filmkomponist
- Galperine, Sacha (* 1980), französischer Filmkomponist
- Galpern, Myer, Baron Galpern (1903–1993), britischer Politiker, Mitglied des House of Commons

### Galpi
- Galpin, Charles Josiah (1864–1947), US-amerikanischer Soziologe
- Galpin, Kate Tupper (1855–1905), US-amerikanische Pädagogin und Hochschullehrerin